# Lemme de Knaster-Kuratowski-Mazurkiewicz
En mathématiques, et plus précisément en topologie algébrique, le lemme de Knaster-Kuratowski-Mazurkiewicz, ou lemme KKM, est un résultat de point fixe publié en 1929 par Bronisław Knaster, Kazimierz Kuratowski et Stefan Mazurkiewicz.

## Énoncé
Lemme KKM :  Si un  simplexe Δm est réunion des ensembles fermés {\displaystyle C_{i}} pour {\displaystyle i\in I=\{1,\dots ,m\}} et que pour tout {\displaystyle I_{k}\subset I}, la  face de Δm engendrée par {\displaystyle e_{i}} pour {\displaystyle i\in I_{k}} est contenue dans la réunion des {\displaystyle C_{i}} pour {\displaystyle i\in I_{k},} alors les {\displaystyle C_{i}} ont une intersection non vide.
Donnons une illustration dans le cas m = 3. Le simplexe Δ3 est un triangle, de sommets numérotés 1, 2 et 3. Les hypothèses sont alors que le triangle est contenu dans la réunion des trois fermés  {\displaystyle C_{1},C_{2},C_{3}}, que le sommet i appartient à {\displaystyle C_{i}}, que le côté  12 (allant du sommet 1 au sommet 2) est contenu dans la réunion de  {\displaystyle C_{1}} et {\displaystyle C_{2}}, que le côté 23 est contenu  dans la réunion de  {\displaystyle C_{2}} et {\displaystyle C_{3}}, et que le côté 31 est contenu dans la réunion de {\displaystyle C_{3}} et {\displaystyle C_{1}}.  Le lemme affirme que, dans ces conditions, les trois ensembles {\displaystyle C_{1},C_{2},C_{3}} ont au moins un point en commun.
Le lemme KKM peut se démontrer à partir du  lemme de Sperner, et permet de démontrer le théorème du point fixe de Brouwer (auquel il est en fait équivalent).